# Port du Lavedan
Le port du Lavedan est un col de montagne pédestre frontalier des Pyrénées à 2 615 ou 2 612 mètres d'altitude entre le département français des Hautes-Pyrénées, en Occitanie, en la province espagnole de Huesca en Aragon, situé sur la frontière franco-espagnole.
Il relie la vallée d'Arrens en Lavedan à la vallée de Tena en Aragon.

## Géographie
Le port du Lavedan est encadré par le sommet de pic Palas (2 974 m) au nord-ouest et le sommet de Batcrabère (2 707 m) au sud-est. Il surplombe les lacs de Micoulaou et les lacs de Batcrabère au nord et les ibónes de Arriel au sud.

### Hydrographie
Le col délimite la ligne de partage des eaux entre le bassin de l'Adour, qui se déverse dans l'Atlantique côté nord, et le bassin de l'Èbre, qui coule vers la Méditerranée côté sud.

## Protection environnementale
Le col est situé dans le parc national des Pyrénées et fait partie d'une zone naturelle protégée, classée ZNIEFF de type 1.

## Voies d'accès
On y arrive côté francais au nord depuis le parking qui jouxte la centrale électrique de Migouélou. De là on remonte le gave d'Arrens en direction des lacs de Suyen (1 535 m), puis par le refuge de Larribet (2 065 m) et le sentier des lacs de Batcrabère.
Côté espagnol versant sud, depuis la vallée de Tena et les ibónes de Arriel au sud par le refuge espagnol de Respomuso.